# Напад на 13-ту дільницю
«Напад на 13-ту дільницю» (англ. Assault on Precinct 13) — американський гостросюжетний бойовик 2005 року режисера Жана-Франсуа Ріше, рімейк однойменного фільму Джона Карпентера 1976 року. В головних ролях Ітан Хоук та Лоуренс Фішборн.

## Синопсис
Сержанту поліції потрібно згуртувати копів та ув'язнених разом, щоби захиститися напередодні Нового року від корумпованих поліцейських, які оточили дільницю із намірами вбити їх всіх.

## У ролях
- Ітан Гоук — сержант Джейк Ронік
- Лоуренс Фішборн — Маріон Бішоп
- Гебріел Бірн — капитан Маркус Дюваль
- Марія Белло — доктор Алекс Себіан
- Дреа де Маттео — Айріс Феррі
- Джон Легвізамо — Бек
- Браян Деннегі — сержант Джаспер О'Ши
- Ja Rule — Смайлі
- Саша Ройз — Джейсон Еліас
- Каррі Грем — Майк Кахане
- Аіша Гіндс — Анна
- Метт Крейвен — офіцер Кевін Капра
- Фульвіо Чечере — Рей Портноу
- Пітер Брайант — лейтенант Голловей
- Кім Коутс — офицер Розен
- Г'ю Діллон — Тоні
- Тіг Вонг — Денні Барберо
- Жасмін Гейло — Марко
- Джессіка Греко — Корел
- Доріан Гервуд — Гіл

## Цікаві факти
- Роль Джейка Роніка пропонували Марку Волбергу, але він відмовився.
- Слово «fuck» і його похідні вживаються у фільмі 127 разів.